# Hebeloma mesophaeum
Hebeloma mesophaeum là một loài nấm ở Hymenogastraceae.

## Hình ảnh

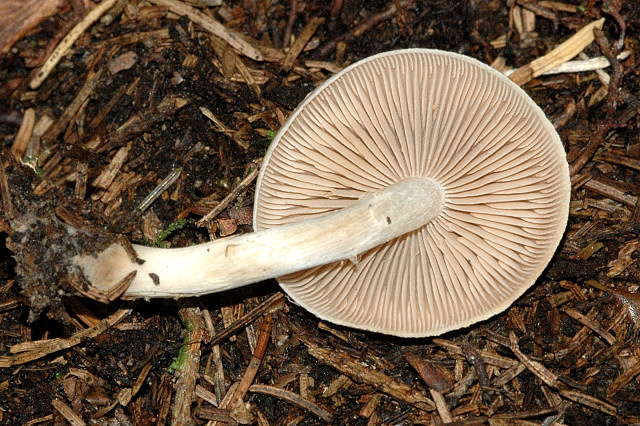
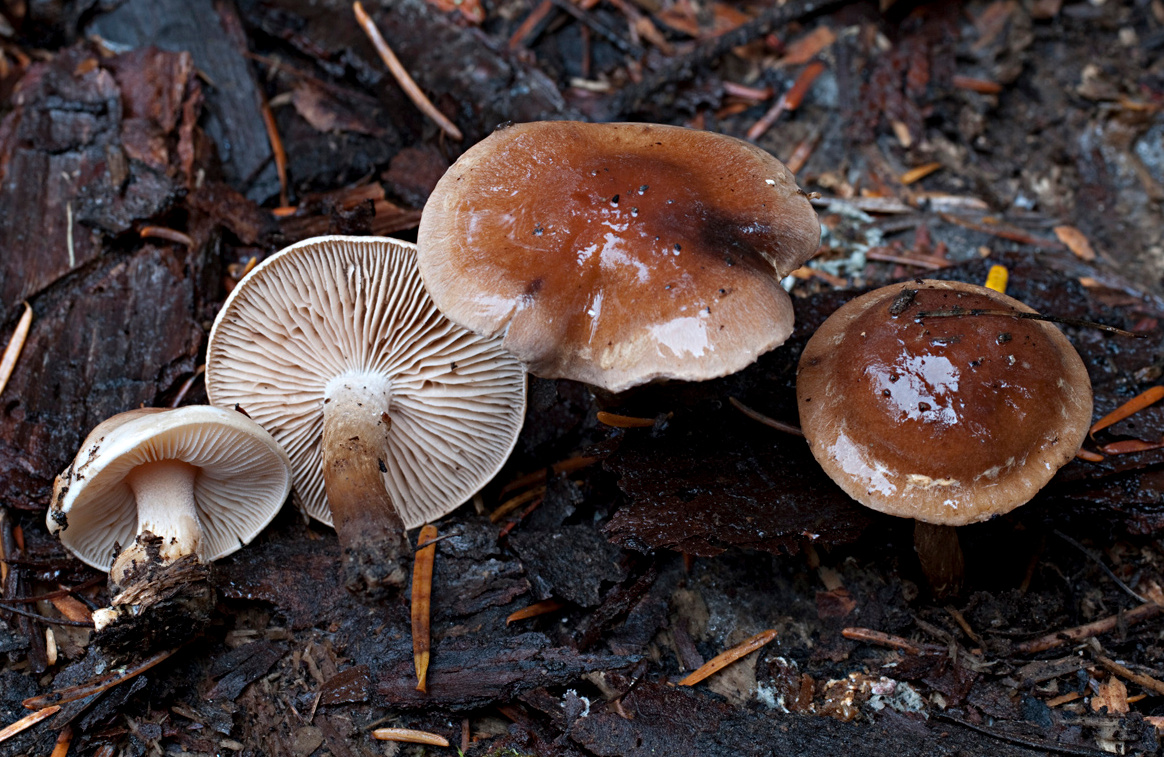